# Alphonsus Mathias
Alphonsus Mathias (* 22. Juni 1928 in Pangala; † 10. Juli 2024 in Bengaluru) war ein indischer Geistlicher und römisch-katholischer Erzbischof von Bangalore (Bengaluru). Er war Konzilsvater der letzten beiden Sitzungsperioden des Zweiten Vatikanischen Konzils.

## Leben
Alphonsus Mathias trat im Juni 1945 in das Seminar St. Joseph, Jeppu, Mangalore ein. Er studierte am Päpstlichen Seminar in Candy, Sri Lanka, und empfing am 24. August 1954 in Candy die Priesterweihe. Nach seelsorgerischer Tätigkeit absolvierte er ein Doktoratsstudium in Kirchenrecht und internationalem Zivilrecht an der römischen Urbania und der Lateran-Universität. Alphonsus kehrte 1959 in die Diözese Mangalore zurück und war als Sekretär von Bischof Raymond D’Mello und als Kanzler der Diözese tätig.
Papst Paul VI. ernannte ihn am 16. November 1963 – im Alter von 35 Jahren – zum ersten Bischof von Chikmagalur. Der Apostolische Internuntius in Indien, Erzbischof James Robert Knox, spendete ihm am 5. Februar 1964 die Bischofsweihe; Mitkonsekratoren waren Albert Vincent D’Souza, Erzbischof von Kalkutta und Raymond D’Mello, Bischof von Allahabad.
Am 12. September 1986 wurde er zum Erzbischof von Bangalore ernannt. Von 1989 bis 1994 stand er in zwei Amtszeiten der Indischen Bischofskonferenz vor. Er war Vorsitzender der St. John's National Academy of Health Sciences in Bengaluru (1974–1982) und trug maßgeblich zum Ausbau der St. John's Academy bei. Er war Vorsitzender der Kommission für soziale Kommunikation der Föderation der Bischofskonferenzen in Asien (FABC) sowie Präsident von Radio Veritas in Manila. Zudem engagierte er sich als Mitglied der Päpstlichen Kommission für soziale Kommunikation und des Rates für Gerechtigkeit und Frieden, beide im Vatikan. Er setzte sich ein für den Ausbau des Päpstlichen Seminars St. Peter in Bengaluru (1986–1998). Am 24. März 1998 trat er aus gesundheitlichen Gründen von seinem Amt zurück.
Bei seinem Tod war er einer von fünf noch lebenden Konzilsvätern des Zweiten Vatikanischen Konzils, an dessen dritter und vierter Sitzungsperiode er teilgenommen hat.
Alphonsus Mathias starb am 10. Juli 2024 im Alter von 96 Jahren im St. John's Medical College in Bangalore.